# VIVA!有頂天ファミリア
『VIVA!有頂天ファミリア』（ヴィヴァうちょうてんファミリア、El Favor）は、2004年のアルゼンチンのコメディ映画。
日本では、2006年7月14日に第15回東京国際レズビアン&ゲイ映画祭、7月25日に第2回関西 Queer Film Festivalで上映された。

## キャスト
- モラ：ベルナルダ・パヘス
- ロベルタ：ヴィクトリア・オネット
- フェリペ（モラの兄）：ハビエル・ロンバード